# Tauern de Schladming
Los Tauern de Schladming (en alemán: Schladminger Tauern) son un subgrupo de los Alpes centrales austríacos dentro de los Alpes orientales. Junto con el Tauern de Radstadt, el Rottenmann y el Tauern de  Wölz y el Tauern de Seckau, los Tauern de Schladming forman la cadena principal conocida como los Alpes del Tauern orientales. Las montañas se encuentran en Austria en los estados federales de Salzburgo y Estiria. Su pico más alto, a 2.862   m es el Hochgolling. 

## Ubicación
Los Tauern de Schladming están ubicados en el centro de los Alpes del Tauern orientales, entre el puerto de Sölk en el este y la parte superior del puerto de Tauern en el oeste. El nombre proviene de la ciudad de Schladming en el valle del Enns. 

### Cadenas vecinas
Los límitess de los Tauern de Schladming con las siguientes cadenas montañosas de los Alpes son: 
- Rottenmann y el Tauern de Wölz (al este)
- Montañas Nock (al sur)
- Tauern de Radstadt  (al oeste)
- Alpes de pizarra de Salzburgo (al noroeste)
- Montañas Dachstein (al norte)

## Subdivisión

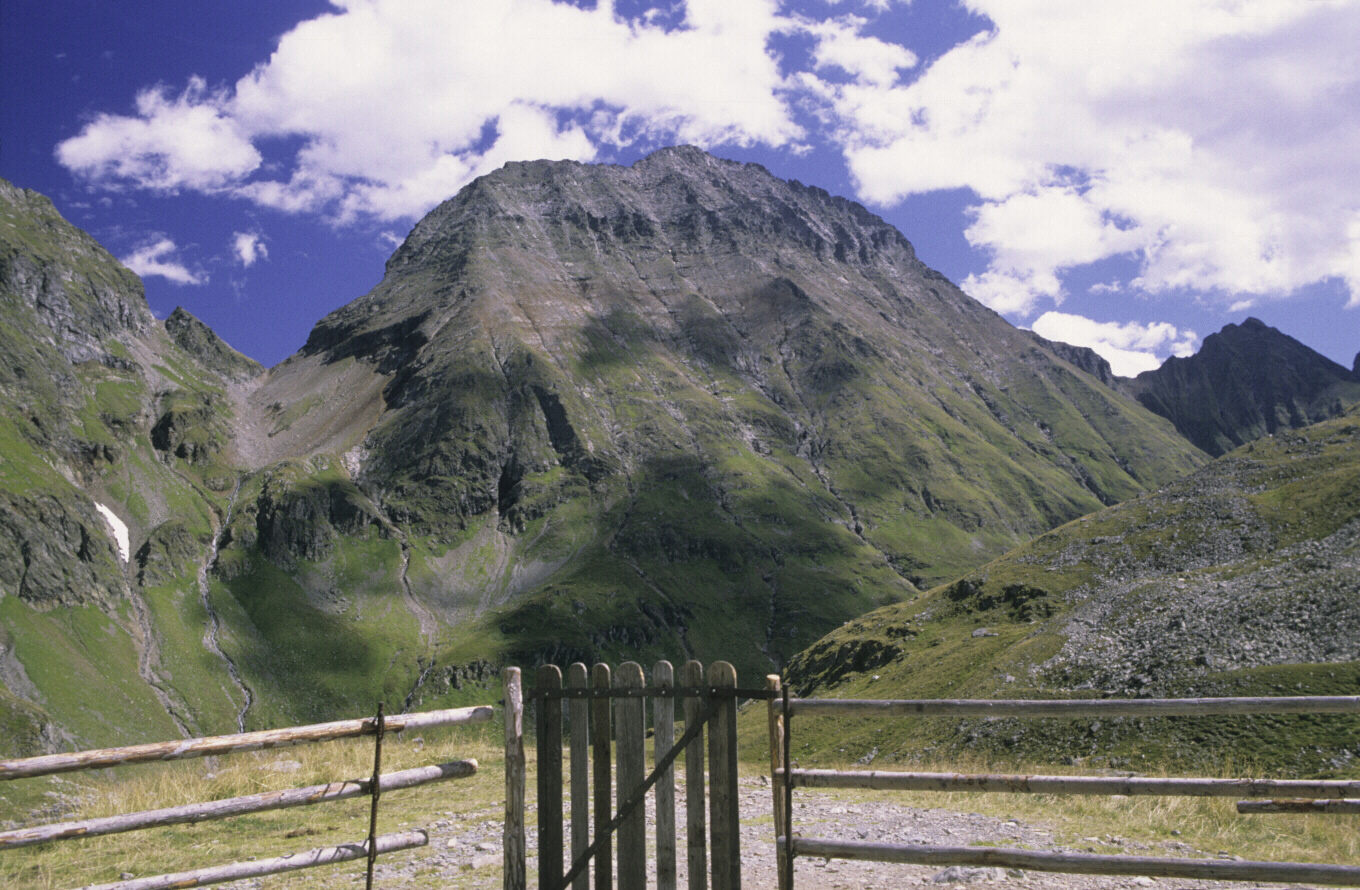
El Hochgolling desde el refugio de Landawirsee

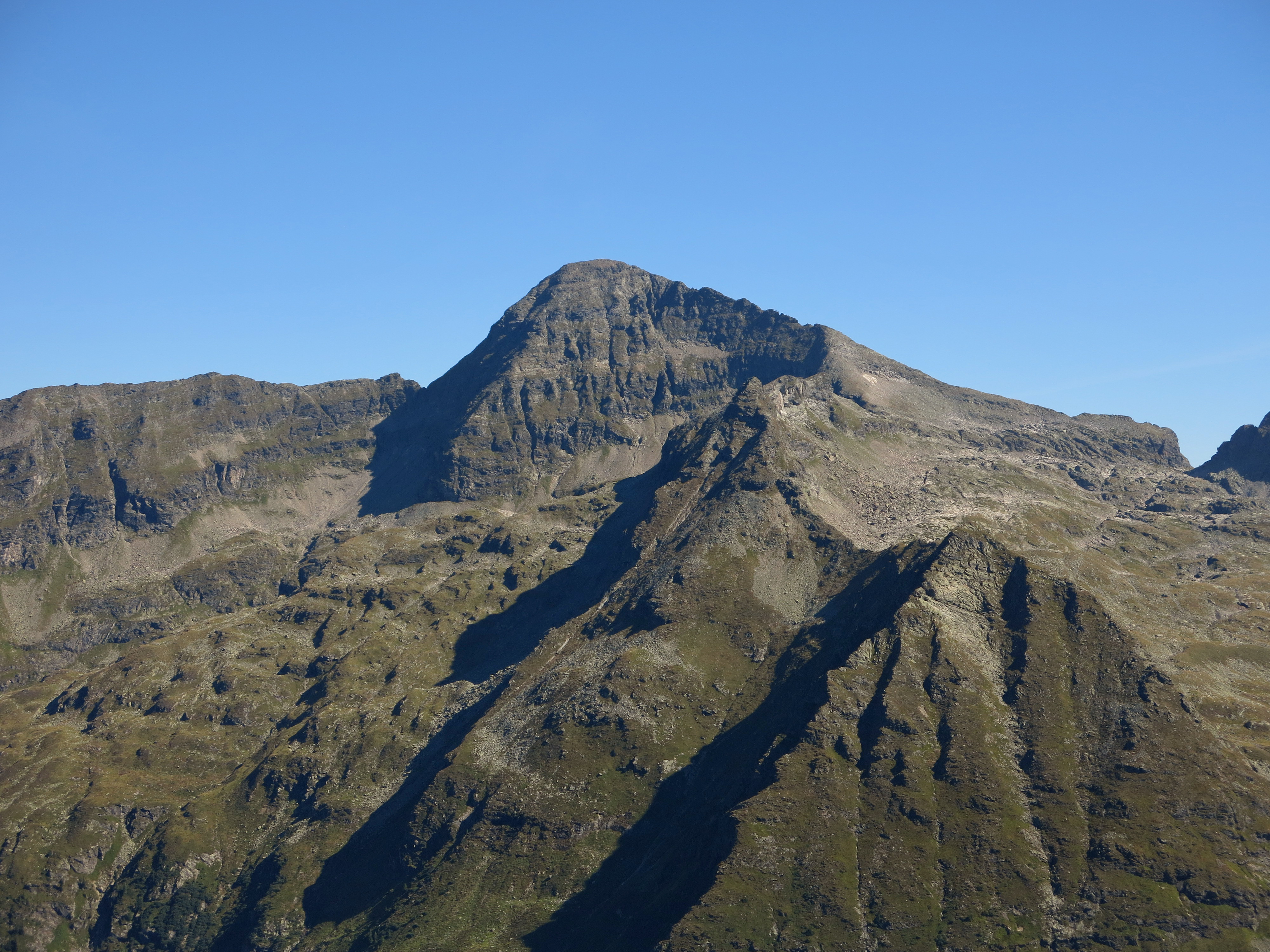
Hochwildstelle desde el suroeste

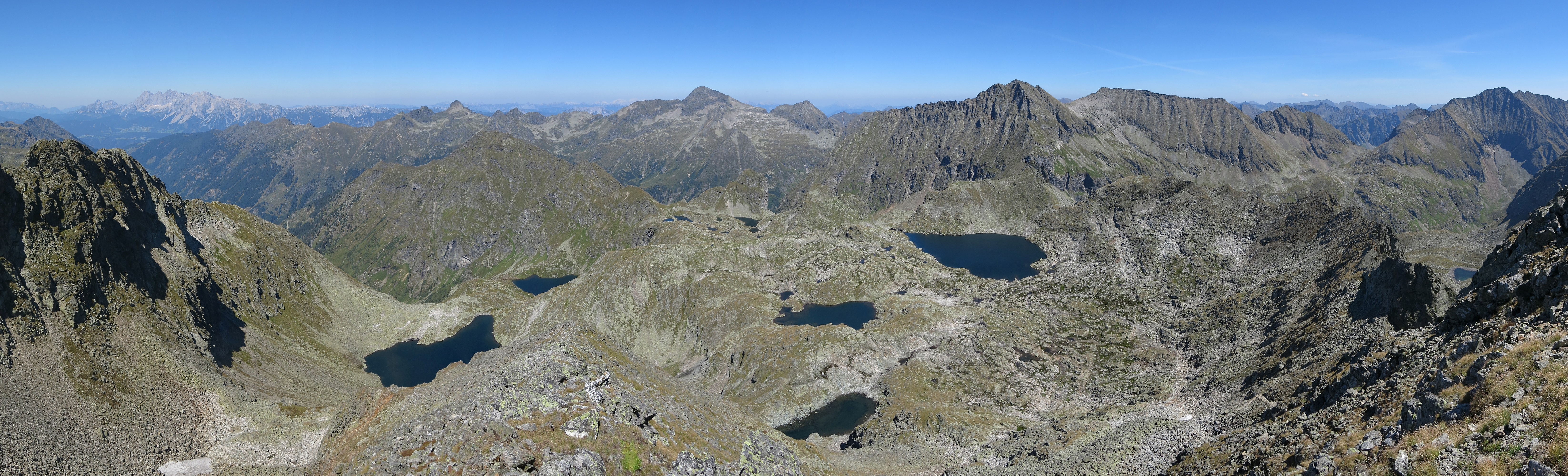
El Klafferkessel

Los Tauern de Schladming se dividen en seis subgrupos que son (de oeste a este): 
- Grupo Seekarspitze entre los Tauern de Radstadt (1.738 m (AA) ) y el collado de Oberhütten (1,866 m (AA)): 
  - Großes Gurpitscheck (2,526   metros   (AA))
  - Gamskarlspitze (2,411   metrsos   (AA))
  - Seekarspitze (2,350)   metro   (AA))
- Grupo Kalkspitze entre el collado de Oberhütten (1,866   metros   (AA) ) y el Lignitzhöhe (2,205   metros   (AA) )   : 
  - Hundstein (2,614)   metros   (AA))
  - Vetternspitzen (2,524)   metros   (AA))
  - Estiria y Lungauer Kalkspitze (2,459   metros   (AA) )
- Grupo de Hochgolling entre Lignitzhöhe (2,205   metros   (AA) ) y Waldhorntörl (2,283   metros   (AA)): 
  - Hochgolling (2.862)   metros   (AA) )
  - Kasereck (2,740)   metros   (AA))
  - Elendberg (2,672   metros   (AA) )
  - Zwerfenberg (2,642)   metros   (AA))
  - Hocheck (2,638)   metros   (AA))
  - Greifenberg (2,618)   metros   (AA))
- Grupo Hochwildstellen entre rl Waldhorntörl (2,283   metros   (AA) ) y el Lanschitzscharte (2,345   metross   (AA))  : 
  - Hochwildstelle (2,747)   metros   (AA))
  - Waldhorn (2,702   metros   (AA))
  - Deichselspitze (2,684   metros   (AA))
  - Hohes Schareck (2,575)   metros   (AA))
- Preber Group entre el Lanschitzscharte (2,345   metros   (AA) ) y el Hubenbauertörl (2.051   metros   (AA)) : 
  - Roteck (2,742)   metros   (AA))
  - Preber (2,740)   metros   (AA))
  - Predigtstuhl (2.543   metros   (AA))
- Grupo Knallstein entre el Hubenbauertörl (2.051   metros   (AA) ) y el puerto de Sölk (1,788   metros   (AA)): 
  - Großer Knallstein (2,599)   metros   (AA))
  - Ruprechtseck (2,591)   metro   (AA))

## Literatura
- Peter Holl: Alpenvereinsführer Niedere Tauern, Bergverlag Rudolf Rother, Munich, 1983. ISBN 3-7633-1231-5

- Datos: Q668259
- Multimedia: Schladminger Tauern / Q668259